# Société centrale des chasseurs
La Société centrale des chasseurs, pour aider à la répression du braconnage est une association française fondée en 1866 et reconnue d'utilité publique en 1876.

## Histoire

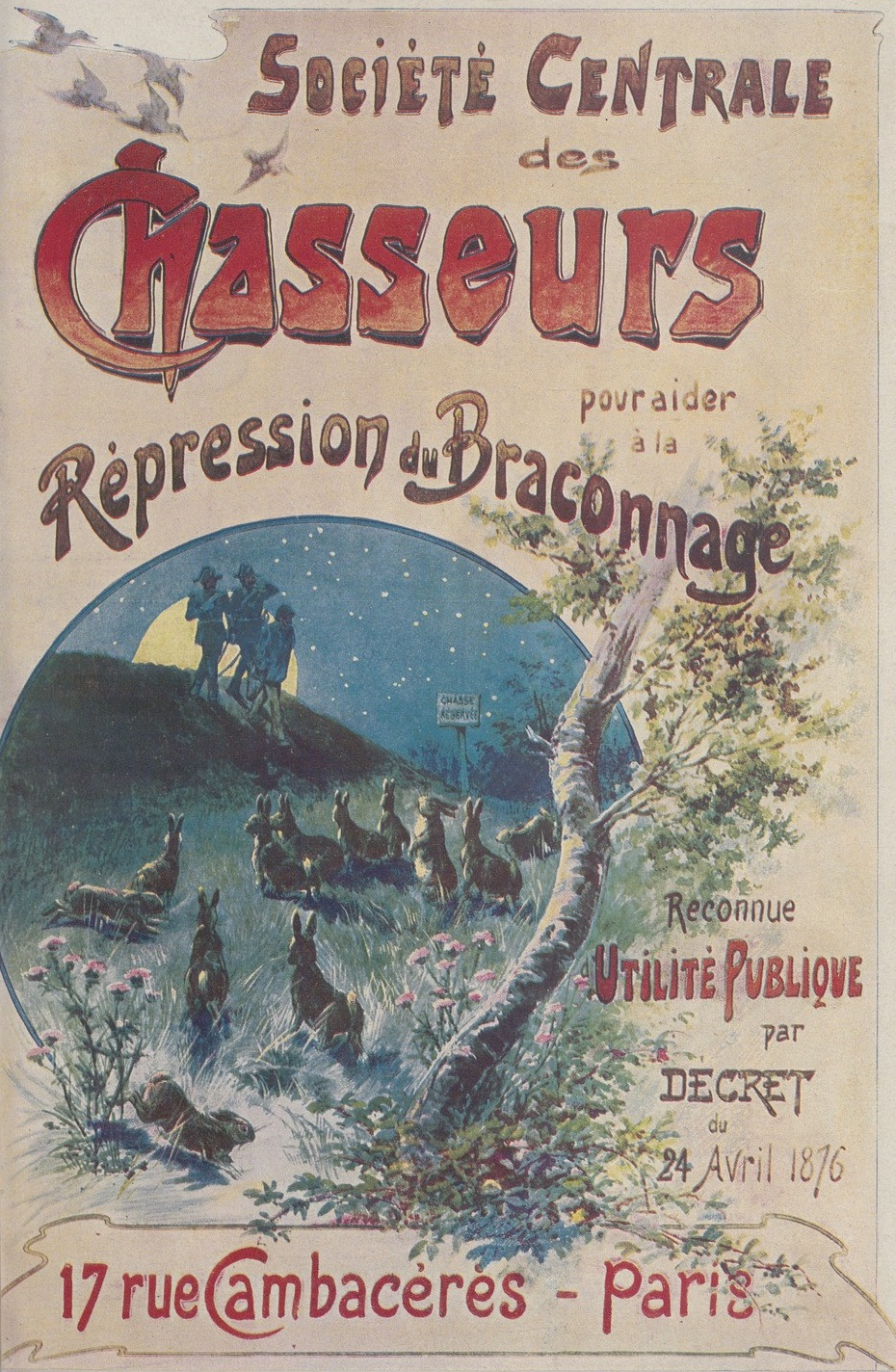
Illustration de couverture des bulletins mensuels de la société (1903).

À Paris, au printemps 1866, le marquis Scipion de Nicolay (1809-1877) réunit autour de lui des propriétaires de domaines de chasse de la Seine et de Seine-et-Oise soucieux d'assurer la conservation du gibier sur leurs terres et souhaitant, à cette fin, que le braconnage soit plus sérieusement réprimé. Leur organisation a notamment pour but de soutenir et récompenser les garde-chasse dans leur lutte contre les braconniers. Des associations du même genre, basées en Seine-et-Marne, envisagent de se rallier à cette nouvelle organisation centrale.
Le 16 août suivant, un comité général présidé par le marquis se réunit afin de constituer définitivement la société, qui est autorisée par le ministère de l'Intérieur le 2 octobre 1866. Le 3 août 1867, la Société pour la répression du braconnage dans le Loir-et-Cher, présidée par le marquis de Lauriston, décide de fusionner dans la Société centrale, dont elle devient ainsi un « arrondissement » (section départementale).
À l'image de leur président, ancien page de Charles X, les cadres de la société appartiennent souvent aux milieux aristocratiques et monarchistes.
Le 24 avril 1876, un décret déclare d'utilité publique la Société centrale des chasseurs. Quelques semaines plus tard, l'action de celle-ci s'étend déjà sur onze départements (Eure, Eure-et-Loir, Loiret, Loir-et-Cher, Pas-de-Calais, Seine, Seine-et-Oise, Seine-et-Marne, Somme, Corse et Haute-Marne) et elle dispose d'un bulletin officiel grâce à l'hebdomadaire L'Acclimatation, que dirige Émile Deyrolle.
Le siège de l'association est situé à Paris, d'abord au no 17 de la rue Cambacérès puis au no 243 du boulevard Saint-Germain.
Au même titre que d'autres associations de chasseurs, comme le Saint-Hubert club de France, la Société centrale des chasseurs était représentée au Comité national de la chasse créé le 15 mars 1926 (dissous par la loi du 28 juin 1941 pour être remplacé par le Conseil supérieur de la chasse). Elle semble avoir été active au moins jusqu'à la fin des années 1930,.

## Membres notables

### Présidents
- Scipion de Nicolay (d), de 1866 à 1877 ;
- Henri Greffulhe, de 1877 à 1879 ;
- Hippolyte Mortier de Trévise, de 1879 à 1892 ;
- Henri Petit (d), de 1892 à 1893 ;
- Georges Béjot (d), de 1893 à 1913 ;
- Louis de Ségur-Lamoignon, de 1913 à 1924 (environ) ;
- André d'Eichthal (d), de 1924 (environ) à 1948.

Portraits
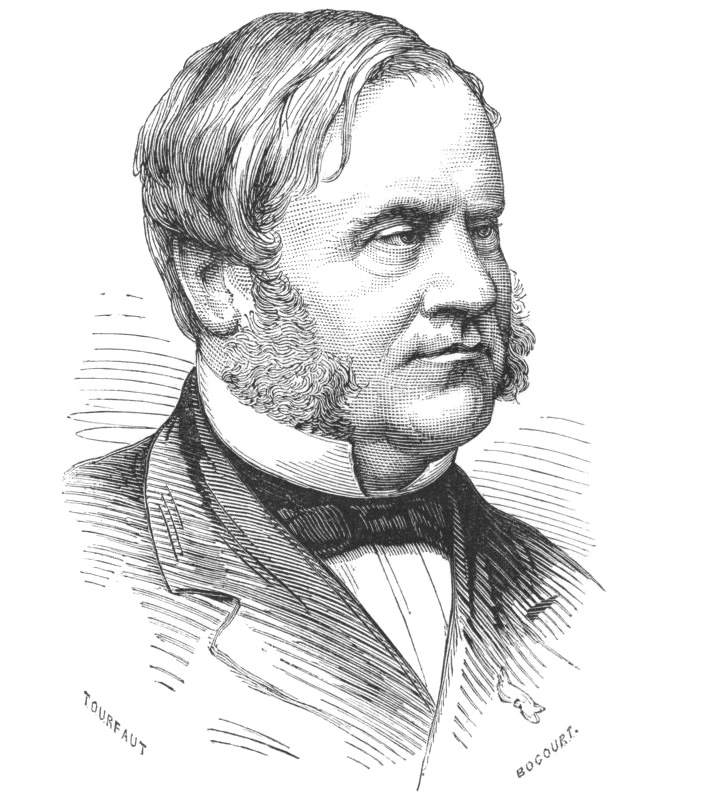
Henri Greffulhe
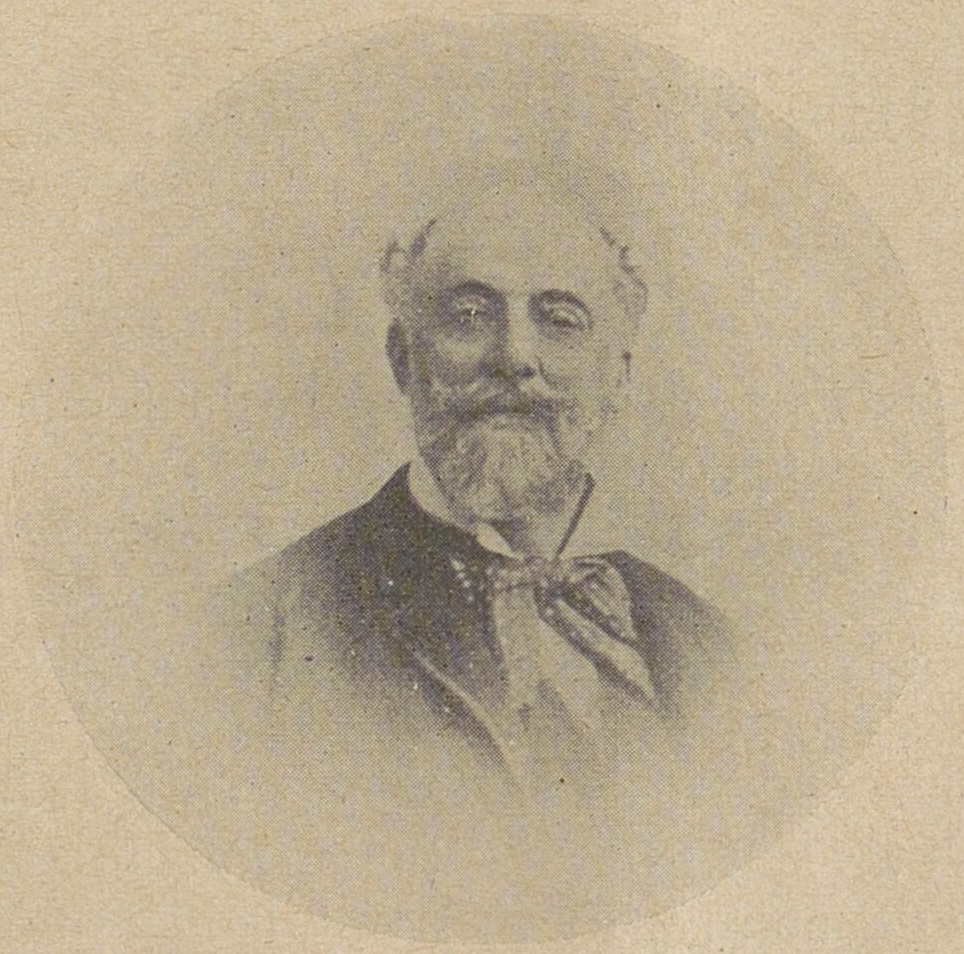
Georges Béjot (d)
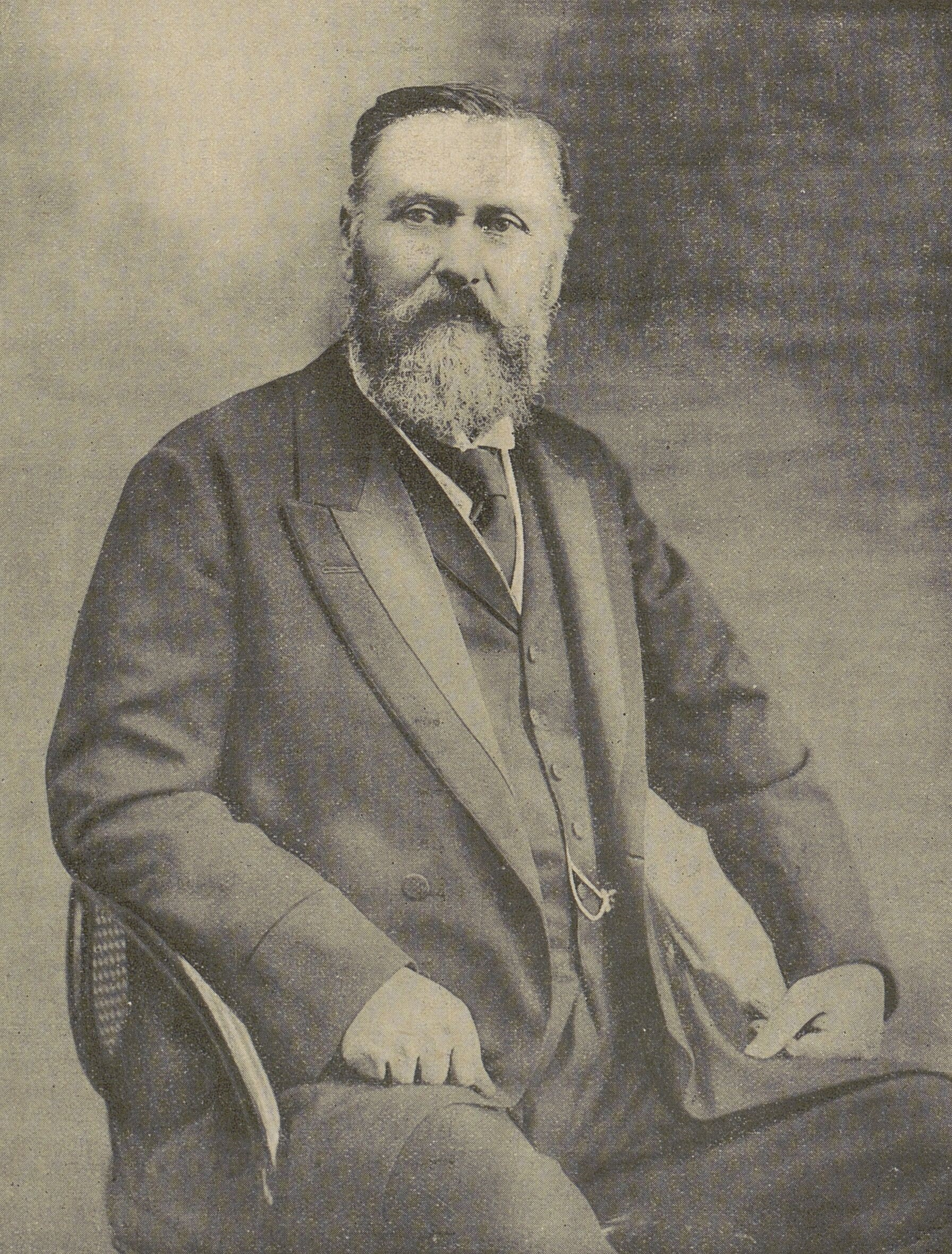
Louis de Ségur-Lamoignon
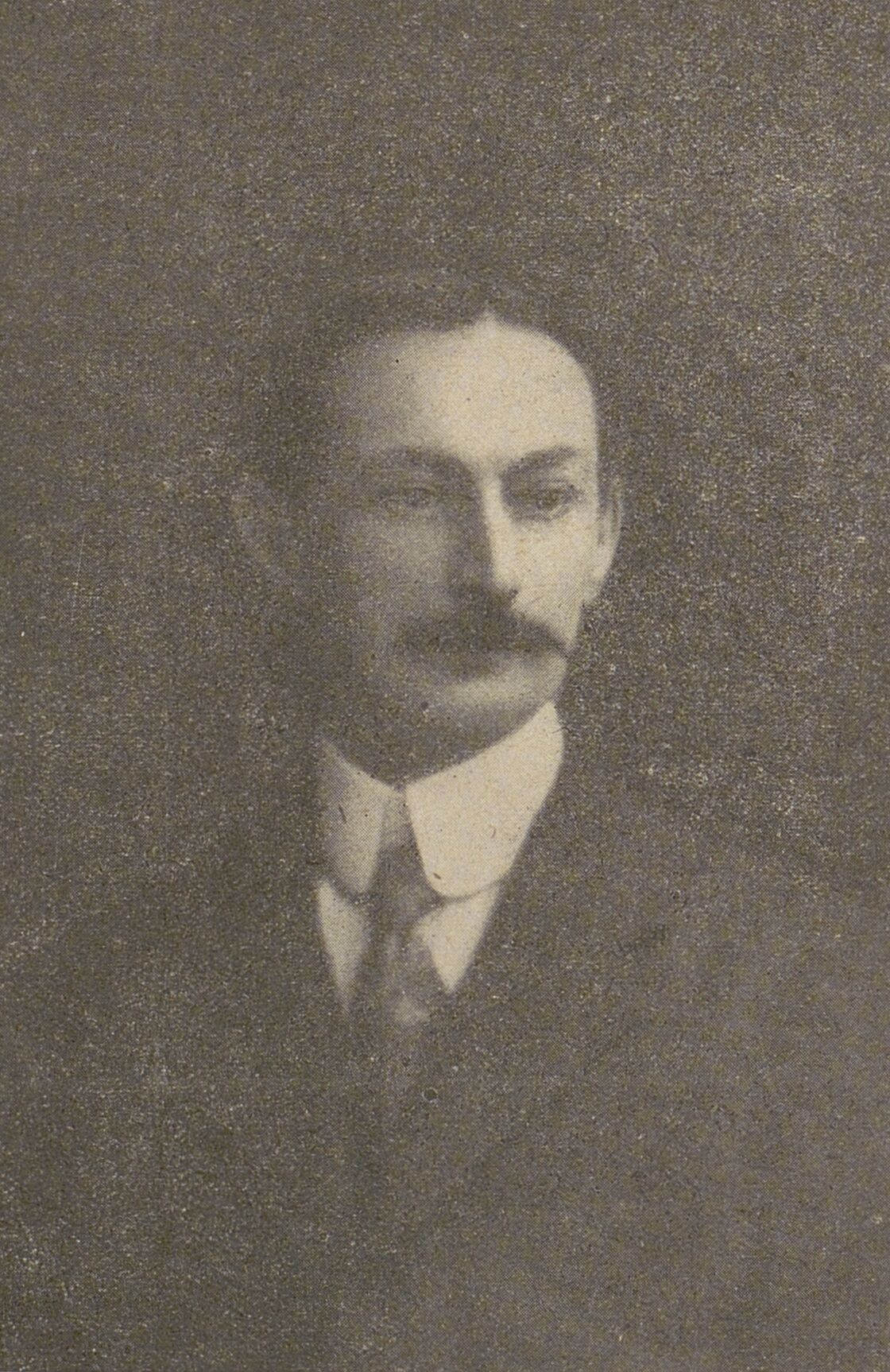
André d'Eichthal (d)

### Autres membres notables
- Edmond Béjot (d)[12]
- Alexandre Bétolaud[13]
- Maurice Bucquet[14]
- Charles Chenu[15]
- Élisée Cusenier (d)[16]
- Lucien Desnues (d)[17]
- Paul Gastinne-Renette (d)[18]
- Roger de La Selle (d)[19]
- Léon Piot[20]
- Francis Planté[21]
- Jean de Sabran-Pontevès (d)[22]